# 金比羅丸事件
金比羅丸事件（こんぴらまるじけん）は、広島県の鞆の浦沖合いで発生した強盗放火殺人事件。

## 事件の概要

### 事件の発覚
1946年（昭和21年）8月23日の朝、広島県沼隈郡鞆町（現在の福山市鞆町）沖合いの燧灘で貨物船が炎上しているのが発見された。消防団と警察は漁船などで急行し消火活動を行ったが、貨物船は沈没こそ免れたものの全焼した。消火活動の際に同船から甲板員が救助されたが、船長と機関長は射殺されていた。
生き残った甲板員の証言によれば、金比羅丸は広島県豊田郡大長村(現在の呉市豊町大長)所有の貨物船で、大長村からミカンを載せ、青物商親子5人とともにで8月21日に出発した。そして翌日に岡山県笠岡町（現在の笠岡市）でミカンと青物商親子をおろして8月23日未明に帰途についたが、その際3人の男に便乗させて欲しいと頼まれ同乗を許した。しかし、午前6時ごろに備後灘で3人組が豹変し、船長と機関長を射殺し甲板員は船底に逃げ込んで身を隠すことに成功したが、3人は船に放火して貨物船の伝馬船で逃走したという。
甲板員の証言を裏付けるように鞆の浦の仙酔島に金比羅丸の伝馬船が乗り捨てられており、そこには犯人が脱ぎ捨てたワイシャツがあった。しかし、犯人の人相はわかったが金比羅丸は灰になっており犯人に繋がる証拠が殆どなくなっており、事件は迷宮入りになった。

### 犯人検挙
事件発生から2年が経過した1948年11月になって迷宮入りした金比羅丸事件の再捜査が大規模に展開された。そうしているうちに1949年1月になって「大阪市在住の甲が主犯で、共犯は乙と丙である」という投書が捜査本部にあった。そこで大阪にいる甲の身辺調査をしたところ三人にかつて雇用関係があり甲は拳銃二丁持っていた事が判明した。4月に3人を検挙し、事件は解決した。

### 事件の真相
事件前の1946年3月に、甲は貨物船を購入し米ソ両国に分割占領されている朝鮮半島と密貿易することを計画、乙を船長、丙を炊事係として雇用した。しかし最初の航海で貨物船が故障し売却せざるを得なくなったため、3人は生活に困窮するようになった。
そのため3人は広島県三原市方面で綿布を入手する段取りをつけ、その綿布を大阪の闇ブローカーに売却を仲介する契約をとりつけた。しかし入手先が摘発を受け取引不能になったことから、取引を装ってブローカーから金銭を奪う計画に変更し、同じ広島県の因島に船で誘い出して途中で巻き上げる計画をした。
そのためブローカーを誘い出す舞台装置として船を捜していたところ、笠岡にいた金比羅丸に目をつけたという。そして船を奪う為に船長と機関長を射殺したが、両人の断末魔の形相に怖気付いたことから、計画遂行を断念し放火して逃亡した。
一審の広島地方裁判所尾道支部は1951年に甲に死刑、1952年1月に乙に無期懲役、丙に懲役10年を言い渡している。